# 젤다 피츠제럴드

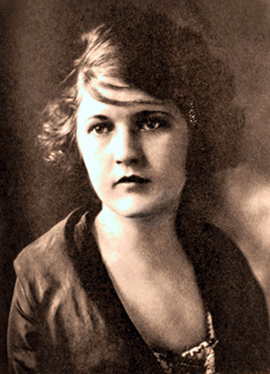
젤다 피츠제럴드

젤다 피츠제럴드(영어: Zelda Fitzgerald, 1900년 7월 24일 ~ 1948년 3월 10일)는 미국의 소설가로, F. 스콧 피츠제럴드의 아내로도 잘 알려져 있다. F. 스콧 피츠제럴드의 첫 작품 《낙원의 이쪽》 (1920년)의 성공 이후 부부가 유명 인사가 되었다.